# ふるさとのない秋
「ふるさとのない秋」（ふるさとのないあき）は、1990年8月 - 9月、NHKの『みんなのうた』で放送された曲。作詞：山川啓介、作曲：福田和禾子、編曲：前田憲男、歌：森進一。

## 概要
名作『北風小僧の寒太郎』を手掛けた山川（『北風』は本名の「井出隆夫」名義）と福田が、大人の秋をイメージして作り上げた楽曲。森進一にとっては、現在唯一の『みんなのうた』出演。映像は林静一製作のアニメで、シルエットを多用している。また、アニメの一部にはコーヒーカップに角砂糖をひとつ入れてかき回すシーンがあり、これは森進一の代表曲『襟裳岬』の歌詞のオマージュである。
4年後の1994年に初再放送、その後も3回再放送。

## 収録アルバム
2011年4月27日にコンピレーション・アルバム としてビクターエンタテインメントより収録、初商品化された。
- 『NHKみんなのうた 50 アニバーサリー・ベスト 〜おしりかじり虫〜』 (Disc.1 #19)